# Не расти у дороги
«Не расти́ у доро́ги» — автобиографическая повесть астраханского писателя Юрия Селенского, одно из наиболее известных произведений автора. Впервые издана после смерти писателя в 1983 году в Волгограде, переиздана в 1987 году в Москве.

## Сюжет
Произведение повествует о жизни приключениях подростка с рабочей окраины Гошки Потехина в Астрахани 1920-х — 1930-х годов. По словам К. С. Ситахметовой, сам Селенский утверждал, что главный герой повести — не Гошка, а сама Астрахань. Хотя в предисловии автор пишет о том, что эта книга — не его мемуары, он явно намекает на её автобиографический характер, открывая текст такими строками: «Моё детство вряд ли было лучшим или худшим, чем у моих ровесников, родившихся в России в самом начале двадцатых годов. Кое-как на пайках и двойках я дотянул до молодости. Здесь дело сильно усложнилось, но об этом позже». Как пишет в своих воспоминаниях о писателе М. Гурьянова, многие эпизоды книги действительно основаны на событиях его биографии. Некоторые из упоминаемых в повести персонажей реальны, как, например, «известный всем перевозчик роялей» Лёва Агамов.

## Отзывы
Поэтесса и литературовед, член Союза писателей России Дина Немировская назвала повесть настоящей летописью Астрахани двадцатых-тридцатых годов, требующей переиздания.
В издании «Литературная критика Астраханского края», вышедшем в 1987 году, Владимир Чебыкин отметил, что в произведении как бы присутствуют два автора: «Оторвать себя напрочь от Гошки Потехина писателю было далеко не просто. Поэтому старший, рассказывая о младшем, не только смотрит на него со стороны, но пытается уже днём сегодняшним оправдать мудрую пословицу: „Русский мужик задним умом крепок“. Как бы на глазах у читателей писатель вместе со своим маленьким героем погружается в то, что называется загадочным словом „время“. Делает это для того, чтобы почувствовать обновление мира. Всё то, что дорого ему в теперешнем мире, удивительно перекликается со всем, что осталось в детстве».